# Magnus Erlingmark
Magnus Erlingmark (Jönköping, 16 de abril de 1968) é um ex-futebolista sueco. Ele disputou a Eurocopa 1992 e a Copa de 1994.

## Carreira
Erlingmark começou a carreira em 1989, no Örebro. Foi para o IFK Göteborg, e se destacou, ganhando quatro Campeonatos suecos. Se aposentou no BK Forward em 2007.

## Carreira internacional
Na seleção da Suécia, o defensor disputou 37 partidas e anotou 1 gol. Na Euro 1992 e na Copa de 1994, ele era apenas um obscuro reserva, e acabou disputando apenas um único minuto nas duas competições. 
Após a não-classificação para a Copa de 1998, Erlingmark colocou ponto final na sua trajetória pelos amarelos.